# اشلند (کالیفرنیا)
اشلند (به انگلیسی: Ashland) یک منطقهٔ مسکونی در ایالات متحده آمریکا است که در شهرستان آلامدا، کالیفرنیا واقع شده‌است. اشلند ۴٫۷۶ کیلومتر مربع مساحت و ۱۹٬۳۰۴ نفر جمعیت دارد و ۱۳٫۱۱ متر بالاتر از سطح دریا واقع شده‌است.